# Stachy (Wielbark)
Stachy (deutsch Waldpusch, masurisch Wałpusz (Wielbarska)) ist ein Ort in der Stadt- und Landgemeinde Wielbark (Willenberg) im Powiat Szczycieński (Kreis Ortelsburg) der polnischen Woiwodschaft Ermland-Masuren.

## Geographische Lage
Wałpusz liegt am Westufer des Flüsschens Waldpusch (polnisch Wałpusza) in der südlichen Mitte der Woiwodschaft Ermland-Masuren, 18 Kilometer südlich der Kreisstadt Szczytno (deutsch Ortelsburg).

## Geschichte

### Ortsgeschichte
Die erste urkundliche Erwähnung von Waldpusch findet sich in der Willenberger Amtsrechnung von 1719/20, wo es als kölmisches Dorf mit sieben Huben erwähnt wird. Im ausgehenden 16. Jahrhundert gab es mit dem Hammer Waldpusch jedoch bereits ein Eisenwerk an dieser Stelle. Das Dorf wuchs nur langsam, da die feuchten Böden wegen des häufig Hochwasser führenden Omulef kaum Erträge lieferten. Um 1785 wurden in dem kölmischen Dorf 11 Feuerstellen sowie ein Vorwerk mit einer weiteren Feuerstelle beschrieben. 1794 wurde der Lattanabruch aufgeteilt und urbar gemacht. In diesem Zuge erhielten das königliche Amtsvorwerk 10 Hufen als Viehweide, und auch das Dorf erhielt gemeinschaftlich mit den Dörfern zusätzliches Land. Etwa im gleichen Zeitrahmen wurde den Einwohnern von Waldpusch in den Erbverschreibungen auferlegt, jeweils einen Morgen Hopfen anzupflanzen. Dieser gedieh jedoch nicht, so dass 1799 „keine Spur davon mehr übrig“ war. Anfang der 1870er Jahre war Waldpusch im Rahmen der Landestriangulation Messpunkt 4. Ordnung. Es wurden die Koordinaten 53° 25′ 48″ 246 N und 38° 39′ 56″ 575 O bei einer Höhe von 131,933 Metern über Normalfahrwasser bestimmt.
1874 wurde die Landgemeinde Waldpusch in den neu errichteten Amtsbezirk Groß Lattana (polnisch: Łatana Wielka) eingegliedert, der – 1938 in „Amtsbezirk Großheidenau“ umbenannt – bis 1945 bestand und zum ostpreußischen Kreis Ortelsburg gehörte.
Im Jahre 1910 zählte Waldpusch 216 Einwohner.
Aufgrund der Bestimmungen des Versailler Vertrags stimmte die Bevölkerung im Abstimmungsgebiet Allenstein, zu dem Waldpusch, am 11. Juli 1920 über die weitere staatliche Zugehörigkeit zu Ostpreußen (und damit zu Deutschland) oder den Anschluss an Polen ab. In Waldpusch stimmten 162 Einwohner für den Verbleib bei Ostpreußen, auf Polen entfielen keine Stimmen.
Im Jahre 1933 waren in der Landgemeinde Waldpusch 224 Einwohner registriert.
Ab 1934 wurde das Gebiet entwässert, zunächst der Omulef, dann der Waldpusch. Die Erträge stiegen, und 1939 gab es im Ort mit seinen 221 Einwohnern 30 landwirtschaftliche Betriebe.
In Kriegsfolge kam Waldpusch 1945 mit dem gesamten südlichen Ostpreußen zu Polen und erhielt die polnische Namensform „Wałpusz“. Heute ist das Dorf eine Ortschaft im Verbund der Stadt- und Landgemeinde Wielbark (Willenberg) im Powiat Szczycieński (Kreis Ortelsburg), bis 1998 der Woiwodschaft Olsztyn, seither der Woiwodschaft Ermland-Masuren zugehörig.
Waldpusch wird in Walter Kempowskis Buch „Echolot“ erwähnt.

### Ortsname
Der ursprüngliche Ortsname bis 1945 wurzelte in der Altpreußischen Sprache und orientiert sich am See Wałpusz bzw. dem daraus entspringenden Fluss Wałpusza, der unmittelbar am Ort entlang fließt. Es lässt sich als „jung, frisch“ deuten. Im Deutschen schob sich durch eine Umdeutung zu „Wald“ ein „d“ ein.
Der heutige polnische Ortsname entstand nach 1945 und geht als Kurzform auf Stanislaw zurück.

## Kirche
Kirchlich war Waldpusch vor 1945 nach Willenberg orientiert: zur dortigen  evangelischen Kirche, die zur Kirchenprovinz Ostpreußen der Kirche der Altpreußischen Union gehörte, und zur Willenberger St.-Johannes-Nepomuk-Pfarrkirche im römisch-katholischen Bistum Ermland.
Der Bezug zur katholischen Kirche im heutigen Wielbark besteht immer noch, allerdings ist die Pfarrgemeinde nun in das Erzbistum Ermland integriert. Die evangelischen Einwohner Wielbarks gehören jetzt zur evangelischen Pfarrei Szczytno in der Diözese Masuren der Evangelisch-Augsburgischen Kirche in Polen.

## Schule
Vor 1945 befand sich in Waldpusch eine einklassige Volksschule.